# Fritillaria kotschyana
Fritillaria kotschyana là một loài thực vật có hoa trong họ Liliaceae. Loài này được Herb. miêu tả khoa học đầu tiên năm 1844.